# Coupe du Danemark de football 2012-2013
Navigation
Édition précédente Édition suivante
La coupe du Danemark de football 2012-2013 est la 59e édition de la coupe du Danemark de football, organisée par la Fédération danoise de football. Elle prend place du 14 août 2012 au 9 mai 2013. Elle voit l'Esbjerg fB remporter la compétition pour la troisième fois de son histoire.

## Format
52 équipes de la série danoise ou inférieure, les 32 clubs de la 2e division 2011/12, 9 équipes de la 1re division 2012/13 ainsi que les onzième et douzième équipes de la Superliga 2012/13 participent à cette compétition.

### Demi-finales aller
| 13 mars 2013 | Brøndby IF (D1)                              | 1 - 1   | Esbjerg fB (D1) | Brøndby Stadion, Brøndby                     |                                              |
| 18h15        | 73e Stryger Larsen                           | (0 - 1) | 35e Toutouh     | Spectateurs : 5 127 Arbitrage : Jakob Kehlet | Spectateurs : 5 127 Arbitrage : Jakob Kehlet |
| 18h15        | 52e Antipas · 58e Akpoveta · 65e Albrechtsen |         | 72e Knudsen     | Spectateurs : 5 127 Arbitrage : Jakob Kehlet | Spectateurs : 5 127 Arbitrage : Jakob Kehlet |

| 10 avril 2013 | Randers FC (D1)  | 1 - 0                                                      | AC Horsens (D1) | Cepheus Park Randers, Randers                                 |                                                               |
| 18h00         | 52e Brock-Madsen | (0 - 0)                                                    |                 | Spectateurs : 6 179 Arbitrage : Mads-Kristoffer Kristoffersen | Spectateurs : 6 179 Arbitrage : Mads-Kristoffer Kristoffersen |
| 18h00         |                  | 34e Spelmann · 71e Aslam · 88e Kielstrup · 90+2e Rasmussen |                 | Spectateurs : 6 179 Arbitrage : Mads-Kristoffer Kristoffersen | Spectateurs : 6 179 Arbitrage : Mads-Kristoffer Kristoffersen |

### Demi-finales retour
| 17 avril 2013 | AC Horsens (D1)      | 2 - 3                    | Randers FC (D1)                              | Casa Arena, Horsens                              |                                                  |
| 18h15         | 26e Takyi · 30e Toft | (2 - 1)                  | 29e (csc) Spelmann · 56e Schwartz · 80e Boya | Spectateurs : 7 371 Arbitrage : Michael Tykgaard | Spectateurs : 7 371 Arbitrage : Michael Tykgaard |
| 18h15         |                      | 48e Davids · 88e Borring |                                              | Spectateurs : 7 371 Arbitrage : Michael Tykgaard | Spectateurs : 7 371 Arbitrage : Michael Tykgaard |

| 18 avril 2013 | Esbjerg fB (D1)                                 | 3 - 1   | Brøndby IF (D1)                             | Blue Water Arena, Esbjerg                      |                                                |
| 20h30         | 79e Braithwaite · 103e Braithwaite · 117e Lange | (0 - 1) | 22e Rommedahl                               | Spectateurs : 8 870 Arbitrage : Henning Jensen | Spectateurs : 8 870 Arbitrage : Henning Jensen |
| 20h30         | 43e Eden                                        |         | 30e Makienok · 98e Đumić · 100e Kristiansen | Spectateurs : 8 870 Arbitrage : Henning Jensen | Spectateurs : 8 870 Arbitrage : Henning Jensen |

#### Finale
| Finale           | Randers FC (D1)                                       | 0 - 1   | Esbjerg fB (D1) | Parken Stadium, Copenhague                        |                                                   |
| 9 mai 2013 15h00 |                                                       | (0 - 0) | 55e Toutouh     | Spectateurs : 26 194 Arbitrage : Kenn Hansen (en) | Spectateurs : 26 194 Arbitrage : Kenn Hansen (en) |
| 9 mai 2013 15h00 | 7e Kamper · 81e Schwartz · 91e C. Sørensen · 95e Boya |         | 90e P. Ankersen | Spectateurs : 26 194 Arbitrage : Kenn Hansen (en) | Spectateurs : 26 194 Arbitrage : Kenn Hansen (en) |